# Geometrie finite
Le geometrie finite sono un ramo della geometria che si occupa dello studio di spazi geometrici aventi un numero finito di punti. In queste geometrie, non esistono punti all'infinito e le proprietà spaziali sono limitate ad un numero prefissato di elementi.
La geometria finita è stata sviluppata nel XIX secolo da matematici come János Bolyai, Nikolaj Ivanovič Lobačevskij e Carl Friedrich Gauss. Essa riveste un'importanza fondamentale in molte aree della matematica applicata, in particolare nella crittografia, nella teoria delle telecomunicazioni e nella rilevazione e correzione d'errore.

## Struttura ciclica delle geometrie finite
Una delle proprietà più interessanti delle geometrie finite è la loro struttura ciclica. Sebbene gli spazi geometrici finiti siano limitati in termini di dimensioni, essi hanno la particolarità di avere un certo tipo di simmetria. 
In particolare, ogni punto in una geometria finita ha un ciclo che attraversa tutti gli altri punti. Questo ciclo può essere visto come una sorta di "cintura" che collega tutti i punti dello spazio. Inoltre, gli spazi geometrici finiti hanno una "grandezza" finita, che può essere rappresentata da numeri primi o potenze di essi.

## Applicazioni delle geometrie finite
Le geometrie finite sono state oggetto di studio per molti anni e hanno trovato applicazioni in molte aree dell'intelligenza artificiale, della crittografia e della teoria delle telecomunicazioni. Ad esempio, i codici di Reed-Solomon, utilizzati in molte applicazioni di telecomunicazione e di stoccaggio di dati, utilizzano matematica basata sulla geometria finita.
Inoltre, le geometrie finite sono state utili nel campo della crittografia, in particolare nella crittografia asimmetrica. Gli algoritmi di crittografia a chiave pubblica si basano su matematiche complesse, tra cui alcune proprietà delle geometrie finite.